# Conor Lenihan
Conor Lenihan (irl. Concurhair Ó Luineacháin; ur. 3 marca 1963 w Dublinie) – irlandzki polityk, działacz Fianna Fáil, parlamentarzysta, były wiceprezes fundacji „Skołkowo”.

## Życiorys
Urodził się w rodzinie o wieloletnich tradycjach politycznych. W skład parlamentu byli wybierani jego dziadek Patrick, ojciec Brian, ciotka Mary O’Rourke i brat Brian. Conor Lenihan kształcił się w Belvedere College, na University College Dublin, na Dublin City University oraz w INSEAD. Pracował jako dziennikarz i menedżer.
Zaangażował się w działalność polityczną w ramach Fianna Fáil. W 1997 po raz pierwszy został wybrany do Dáil Éireann w okręgu Dublin South West, z powodzeniem ubiegał się o reelekcję w 2002 i 2007. Od 2004 do 2011 pełnił funkcję niewchodzącego w skład gabinetu ministra stanu, pracując w tym czasie w różnych departamentach. W 2011 nie utrzymał mandatu poselskiego.
W tym samym roku objął funkcję wiceprezesa rosyjskiej fundacji „Skołkowo”, biorącej udział w zainicjowanym przez Dmitrija Miedwiediewa projekcie stworzenia w miejscowości Skołkowo nowoczesnego centrum naukowo-technologicznego. Po kilku latach powrócił do Irlandii.